# Pieten Nieuws
Het Pieten Nieuws was een wekelijks nieuwsbulletin voor alle Pieten in Spanje en Nederland dat in 2008 te zien was tussen zaterdag 1 en zaterdag 29 november bij Jetix. De presentatie lag in handen van Nieuwspiet. 
Het Pieten Nieuws stond op zichzelf, maar bevatte veel elementen en redactionele achtergronden van en over De Club van Sinterklaas. Het programma behandelde verschillende onderwerpen, feiten, nieuwtjes en andere berichten over Sinterklaas en de Pieten. Het weer werd gepresenteerd door Piet P (Piet Paulusma).

## Rolverdeling
hoofdrollen:
- Dave Mantel - Nieuwspiet (presentator/nieuwslezer)
- Piet Paulusma - Piet P (presentator/weerman)

gastrollen:
- Beryl van Praag - Testpiet
- Wim Schluter - Muziekpiet
- Piet van der Pas - Profpiet
- Tim de Zwart - Hoge Hoogte Piet
- Bart Rijnink - PJ
- Lieke Pijnappels - Danspiet
- Titus Boonstra - Hulppiet
- Hugo Konings - Hokuspokuspiet
- Michiel Nooter - Kluspiet
- Fred Butter - Sinterklaas